# Amélie Doublié
Marie Amélie Joséphine  Doublié, née le 4 janvier 1836 à Bétheny et morte le 12 mai 1878 à Reims, est la fondatrice de la première école ménagère de France.

## Biographie
Amélie Doublié est née le 4 janvier 1836 à Bétheny, elle est la fille de Joseph Doublié (1799-1873) qui possédait de nombreux terrains entre Reims et Bétheny qui se couvrirent au XIXe siècle de maisons, rues et entreprises.
En 1873, elle fonda avec son époux, le médecin Octave Doyen, la première école professionnelle et ménagère de jeunes filles ; l'école fut reprise par la ville, puis déménagée rue des Boucheries en 1880, elle avait deux cents élèves à l'entrée de la Grande Guerre. Elle avait aussi écrit un manuel pour l'éducation des filles. Elle reçut un diplôme d'honneur des Sociétés mutuelles de Reims. Les époux fondèrent aussi un prix Doublié-Doyen pour un ouvrier méritant.
Morte le 12 mai 1878 à Reims, elle repose avec son époux au cimetière du Nord. Ils sont les parents du chirurgien Eugène Doyen.
La ville de Reims lui a dédié une place Amélie-Doublié.

## Source
- Nécrologie in Almanach Matot-Braine de la Marne, de l'Aisne et des Ardennes, 21e année, 1879, Reims, p. 192.